# یوسف کوپرتینو
یوسف کوپرتینو یک برادر روحانی از فرقه پیمانی کوچک برادران فرانسیسکن بود که به عنوان یک عارف و قدیس مسیحی مورد تجلیل قرار گرفته‌است. گفته شد او بسیار کم‌هوش بود اما قادر به معلق شدن در هوا به نحو معجزه‌آمیز و مکاشفات وجدآمیز شدید که دهانش را از تعجب باز می‌گذاشت بود. یوسف از کودکی آغاز به بیان مکاشفات وجدآمیز کرد که در طول حیاتش استمرار یافت و او را مورد تنفر قرار داد. او درخواست عضویت در فرقه پیمانی کوچک برادران فرانسیسکن کرد اما به دلیل بی‌سوادی‌اش رد شد. سپس به آن‌ها التماس کرد تا در طویله‌هایشان کار کند. بعد از سال‌ها کار در آن‌جا او آن قدر برادران روحانی را با ارادت و ساده‌زیستی‌اش تحت تأثیر قرار داد که به فرقه پذیرفته شد و در مسیر تبدیل شدن به یک کشیش کاتولیک در سال ۱۶۲۵ قرار گرفت.

## زندگی
یوسف در روستای کوپرتینو در ایتالیایی امروزی در یک طویله از والدینی بی‌خانمان به دنیا آمد. علاوه بر مکاشفات عرفانی، خلق عصبی او نیز او را مورد نفرت خانواده‌اش قرار داد. او در سال ۱۶۲۰ خواستار عضویت در جمع برادران روحانی پیمانی فرانسیسکن در مارتینو در نزدیکی تورنتو شد اما بعد از مدتی اخراج شد. سپس خواستار عضویت در یک جمع پیمانی دیگر در نزدیکی روستای‌شان کوپرتینو شد و این بار پذیرفته شد تا این که در سال ۱۶۲۸ تبدیل به کشیش شد. از این زمان معلق شدن‌های او در هوا افزایش یافت طوری که گفته می‌شد هنگام مراسم مذهبی از زمین بلند می‌شد. این باعث محبوبیت مردمی زیاد او در محل خدمت‌اش شد.